# الحلواصي
الحلواصي إحدى قرى مركز أشمون التابع لمحافظة المنوفية بجمهورية مصر العربية.

## السكان
بلغ عدد سكان الحلواصي 4,618 نسمة، منهم 2،374 رجل و2،244 إمرأة، حسب الإحصاء الرسمي لعام 2006.